# フェニックス市街地コース
フェニックス市街地コース（フェニックスしがいちコース）は、1989年から1991年までアメリカ合衆国のアリゾナ州フェニックスでF1アメリカGPが開催された公道コース。

## 概要
ほとんどが直線とブラインドの直角コーナーの連続のコースレイアウトである。
1989年の初開催時には猛暑となり、タイヤの消耗が激しく、晴れのレースとしては非常に珍しくレース時間が2時間を越えたため、翌年より開幕戦に移動し、周回数も減らされることとなった。
1990年のレースでは、予選でピエルルイジ・マルティニ（ミナルディ・コスワース）がフロントローを獲得（これはミナルディの予選における最高位）。また決勝ではジャン・アレジ（ティレル・コスワース）がスタートでトップに躍り出た後、劣るマシンでアイルトン・セナ（マクラーレン・ホンダ）と好バトルを繰り広げ2位に入賞した。1コーナーへのブレーキングで前に出たセナに対し、続く2コーナーへの切り返しでアレジが抜き返すという展開であった。
マルティニやアレジの活躍の背景には、前年よりF1に復帰したピレリタイヤがこのコースとのマッチングにおいて、グッドイヤータイヤを上回ったことが挙げられる。
1991年にはコース前半区間のレイアウトを変更し、ヘアピンと中速コーナーを設けたものの、結局6年の開催契約が結ばれていたにもかかわらず、この年を最後に3年で終了した。これ以後2000年に至るまで、アメリカでF1レースが開催されることはなかった。